# Pinkóc
Pinkóc (németül: Güttenbach, horvátul: Pinkovac, szlovénül: Pinkovec, Pinkovci) község Ausztriában Burgenland tartományban a Németújvári járásban.

## Fekvése
Németújvártól 15 km-re északra fekszik.

## Nevének eredete
A betelepülő horvátok Pinkovacnak (= Pinka melletti ember) nevezték el. Magyar neve a horvátból való. Eredeti magyar neve Újfalu volt.

## Története
Egykori vaslelőhely volt. Azt, hogy már a vaskorban lakott hely volt bizonyítja az itt talált kelta kincslelet és az, hogy határában vaskori sírhalom van. Eredeti neve Újfalu volt, 1427-ben még "Vyfalu" néven szerepel először oklevélben. 1524-től a Batthyány család birtoka volt, magyar lakossága azonban az 1529-es és 1532 török hadjáratokban elpusztult. Ezután horvátokkal telepítették be, akik Pinkovacnak nevezték el. Az 1576-os urbárium már német nevét "Gyetenpach" (guter bach) alakban említi. A horvát családnevek bizonyítják, hogy a település ekkor már horvát többségű volt de jelentős volt a német kisebbség is. 1576-ban a falu bírája Ruiß, 1588-ban Knor nevezetű volt, a 17. század elején viszont horvát családi nevű bírót választottak. A horvát népesség a mai napig is meghatározó a település életében.
A jobbágyok sanyarú sorsán az 1848-as jobbágyfelszabadítás sem nagyon könnyített. A 19. század vége felé sokan vándoroltak ki a nélkülözések elől Amerikába, de a fő kivándorlási hullám az első világháborút követően indult meg.
Egyházilag a község 1847-ig Pusztaszentmihályhoz tartozott, ezután Újhegy filiája lett. 1968-óta Pinkóc önálló plébánia
Vályi András szerint „PINKÓCZ. Sindenbach, v. Sintebach. Elegyes horvát falu Vas Vármegyében, földes Ura Gróf Batthyáni Uraság, lakosai katolikusok, és másfélék is, fekszik Puszta Sz. Mihálynak szomszédságában, mellynek filiája, határja többnyire hegyes, földgye nem igen termékeny, sem réttyeik, mivel az áradások károsíttyák, szőleji jó borokat teremnek, gyümöltsös kertyei jók, fája mind a’ kétféle, és legelője is van, második osztálybéli.”
Fényes Elek szerint „Pinkócz, Gindenbach, horvát falu, Vas vmegyében, erdős hegyes vidéken, a németujvári uradalomban, 438 kath. lak.”
Vas vármegye monográfiája szerint „Pinkócz, 97 házzal és 725 r. kath. vallású, horvátajkú lakossal. Postája Puszta-Szt-Mihály, távírója Németújvár. Határában vaskori sírhalom van.”
1910-ben 1002 lakosából 852 horvát, 108 magyar, 42 német volt. A trianoni békeszerződésig Vas vármegye Németújvári járásához tartozott. 1921-ben Ausztria Burgenland tartományának része lett. A település infrastruktúrája az 1950-es évektől, különösen az 1960-as években épült ki. Azóta a község képe egyre épül és szépül. 2001-ben 1026 lakosából 820 horvát, 187 német, 14 magyar, 5 egyéb nemzetiségű volt.

## Nevezetességei
- Szent József tiszteletére szentelt római katolikus plébániatemplomát 1930-ban Karl Holey osztrák építész tervei szerint építették. Jellegzetességei három kör alaprajzú tornya, a majolikából készített oltár és keresztút.
- Kastélyát a 19. század végén építették.
- A településen egy modern kápolna is áll.

## Külső hivatkozások
- Pinkóc a burgenlandi települések honlapján[halott link]
- Pinkóc a dél-burgenlandi települések honlapján
- A helyi önkéntes tűzoltóegylet honlapja Archiválva 2010. október 6-i dátummal a Wayback Machine-ben